# 科西嘉
科西嘉（法語：Corse，法語發音：[kɔʁs] ⓘ；科西嘉语）是地中海西部的一座岛屿，也是法国的一个单一领土集体及18个大区之一，位于法国大陆部分的东南面，意大利半島的西面，最临近的地块是撒丁岛。科西嘉岛三分之二的部分由一条山脉构成。截至2024年1月，岛上的总人口为355,528人，是法國本土人口最稀少的地区。
拿破仑·波拿巴出生于科西嘉岛的阿雅克肖，他的家族故居如今已成为重要的旅游景点与博物馆。由于科西嘉岛与意大利半岛的历史渊源，其保留了许多意大利文化元素，而当地语言科西嘉语也被法国政府承认为地方语言。

## 地名
“科西嘉”一名的由来有许多传说，其中流传最广的说法是来自古希腊人对该岛的称呼“Καλλίστη”（意为“最美的”）。

## 历史

### 古典时代与中世纪
自中石器时代以来，科西嘉岛就一直不断地被占领。在经历了迦太基人的短暂占领、古希腊人的殖民统治与伊特鲁里亚人稍长时间的占领之后，公元前238年，科西嘉与撒丁岛一同并入罗马共和国，成为了罗马共和国的一个行省。
5世纪时，西罗马帝国瓦解，该岛被汪达尔人和東哥德人入侵，之后拜占庭帝国将其收复。725年，倫巴底王國入侵，从拜占庭手中夺取了该岛并引进了族间仇杀法则。774年，查理大帝成为了伦巴底国王，将科西嘉让予教廷。846年，阿格拉布埃米爾阿布·阿拔斯·穆罕默德一世入侵意大利南部并掠夺了罗马。意大利南部、西西里岛、撒丁岛和科西嘉岛被阿格拉布王朝控制。909年，在法蒂玛王朝的支持下，西西里人起义推翻了阿格拉布王朝的统治并向法蒂玛王朝称臣。
11世纪前叶，比萨和热那亚共同守护该岛，使其摆脱了阿拉伯人的入侵威胁。教皇額我略七世将科西嘉交给了比萨，科西嘉开始了两个世纪的比萨统治时代。自此之后，该岛深受比薩共和國的影响。在这一时期，科西嘉岛诞生了许多多彩的教堂，许多来自托斯卡纳的移民迁入，使占该岛三分之二的北部地区的语言与托斯卡纳方言非常接近。因此，传统上科西嘉岛可以沿从卡尔维到韦基奥港的山脉大致分成两部分：北部与东部的“内侧”（Banda di dentro），即“奇斯蒙泰”（Cismonte，意为“山这边”），人口较多，发展较快，与意大利频繁通商；南部与西部的“外侧”（Banda di fuori），即“波蒙泰”（Pomonte，意为“山那边”），十分偏僻，几近荒芜。
1284年，比萨在对阵热那亚的梅洛里亞海戰中的惨败，比萨的统治结束，科西嘉开始被热那亚共和国统治。此后，科西嘉又遭到了阿拉贡的争夺，直至1453年，应科西嘉人的要求，经教皇同意，科西嘉由热那亚的圣乔治银行管理，结束了争端。

### 近代

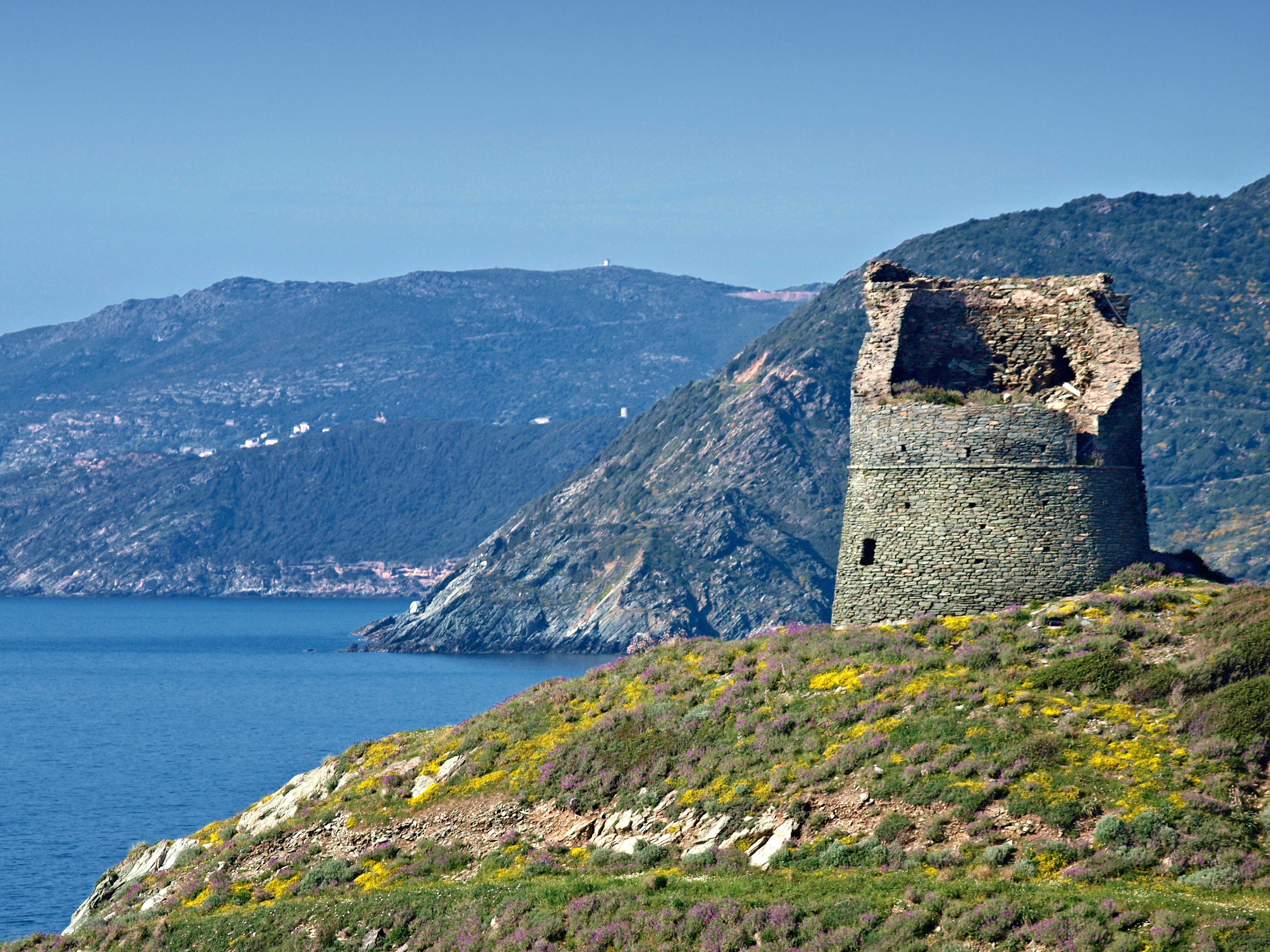
位于皮诺的一个热那亚塔。由于北非海盗的频繁侵扰，许多热那亚塔被建起

16世纪，该岛卷入了西班牙与法国在意大利的霸主地位争夺战中。1553年，法国-奥斯曼帝国联盟的一支舰队占领他。1559年，《卡托-康布雷西和约》签后 ，重回热那亚。这时的热那亚人不允许科西嘉贵族参与岛上政治，并收沉重的赋税；另外，他们大规模引进栗子树，改善饮食，并建造一连串的塔楼，抵御北非海盗的侵扰。

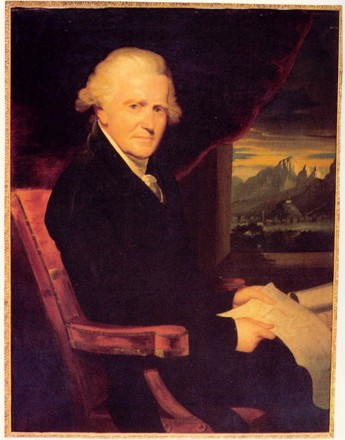
帕斯夸莱·保利

1729年，因为粮食歉收与新增税种，科西嘉掀起独立的革命，最初由路易吉·贾费里与贾钦托·保利领导，后来由贾钦托·保利的儿子帕斯夸莱·保利领导。1736年3月，科西嘉人加冕德国冒险家特奥多尔·冯·诺伊霍夫为科西嘉国王，科西嘉王国成立，但仅存在了不到一年。1755年，帕斯夸莱·保利宣布科西嘉独立，成立科西嘉共和国。保利用意大利语（直至19世纪中叶一直是科西嘉的文化语言）写成了科西嘉的第一部宪法。
1768年，根据《凡尔赛条约》，热那亚将已不受其控制的科西嘉岛的行政权暂时移交给法国。路易十五派军夺取该岛。起初，科西嘉共和国的抵抗十分成功，在同年的博尔戈大胜，但1769年5月，保利于蓬泰诺沃中败北，科西嘉主权终结，保利往英国，3個月後拿破仑·波拿巴出生。
法国大革命爆发后，保利从英国返回故土。1794年，保利邀请由胡德子爵率领的英国军队进行干涉，解放科西嘉。英科联军将法国人赶出科西嘉岛，成立英屬科西嘉王国。西班牙参战后，英国人决定从科西嘉撤军，科西嘉于1796年恢复法国人的统治。
尽管科西嘉是年轻时曾支持过保利的拿破仑皇帝的出生地，但拿破仑政府却忽视该岛。1814年，科西嘉被英军短暂占领。《巴斯蒂亚条约》将该岛划给英国王室，但后来被卡斯尔雷子爵否决，他坚持要将该岛归还给国王复辟的法国。
波旁复辟后，该岛仍受法国忽视。尽管在巴斯蒂亚和阿雅克肖出现了中产阶级者，但科西嘉仍是一个原始的地方，经济以自给自足的农业为主，民众处在一个由氏族和族间仇杀法则主导的社会中。族间仇杀法则要求科西嘉人对侵犯家族荣誉的行为致命报复。1821年至1852年间，科西嘉岛发生了不少于4300起谋杀案。直到19世纪上半叶，科西嘉人仍然属于意大利文化世界：资产阶级把孩子送到比萨学习，官方法令用意大利语颁布，大部分书籍用意大利语印刷。此外，当年许多岛民同情在意大利发生的民族斗争：一些来自意大利半岛的政治难民，如尼科洛·托马塞奥，在科西嘉岛生活多年；而一些人，如莱奥内托·奇普里亚尼伯爵，积极参加意大利独立的斗争。
尽管如此，但在那些年里，法国对的科西嘉人吸引力越来越强。原因有多方面：由于义务制小学的开设，法语知识开始在当地青年中渗透；法国文化的崇高威望；对自己身为大国子民的认知；在岛上、大陆和殖民地找到高薪的公务员工作的可能性；在征服殖民地的战争中为法国军队效力的前景；蒸汽船的引进，大大缩短了法国大陆与科西嘉岛之间的旅行时间；最后同样重要的一点是，拿破仑本人，他的存在构成了法国与科西嘉之间不可分割的联系。由于这些因素，到了1870年左右，科西嘉岛已经处于法兰西文化世界中。
19世纪至20世纪中叶，科西嘉人通过融入法国，与法兰西民族的关系越来越密切。与法國本土的其它大部分地区相比，科西嘉很贫穷，因此许多科西嘉人选择了移民。虽然科西嘉人往全球各地移民，特别是移民到许多南美国家，但许多科西嘉人选择在法兰西内部迁徙，因为许多科西嘉年轻人可以去殖民帝国遥远的角落找到更好的工作机会，而其他法国人对此还在犹豫不定是否要前去。在帝国的许多地方，科西嘉人有着很强的代表性，例如在西贡，1926年有12%的欧洲人来自科西嘉。在法国各地，许多科西嘉人通过建立定期会面的组织，互相了解科西嘉的事态发展，并在需要时互相帮助，保留了社群意识。

### 现代

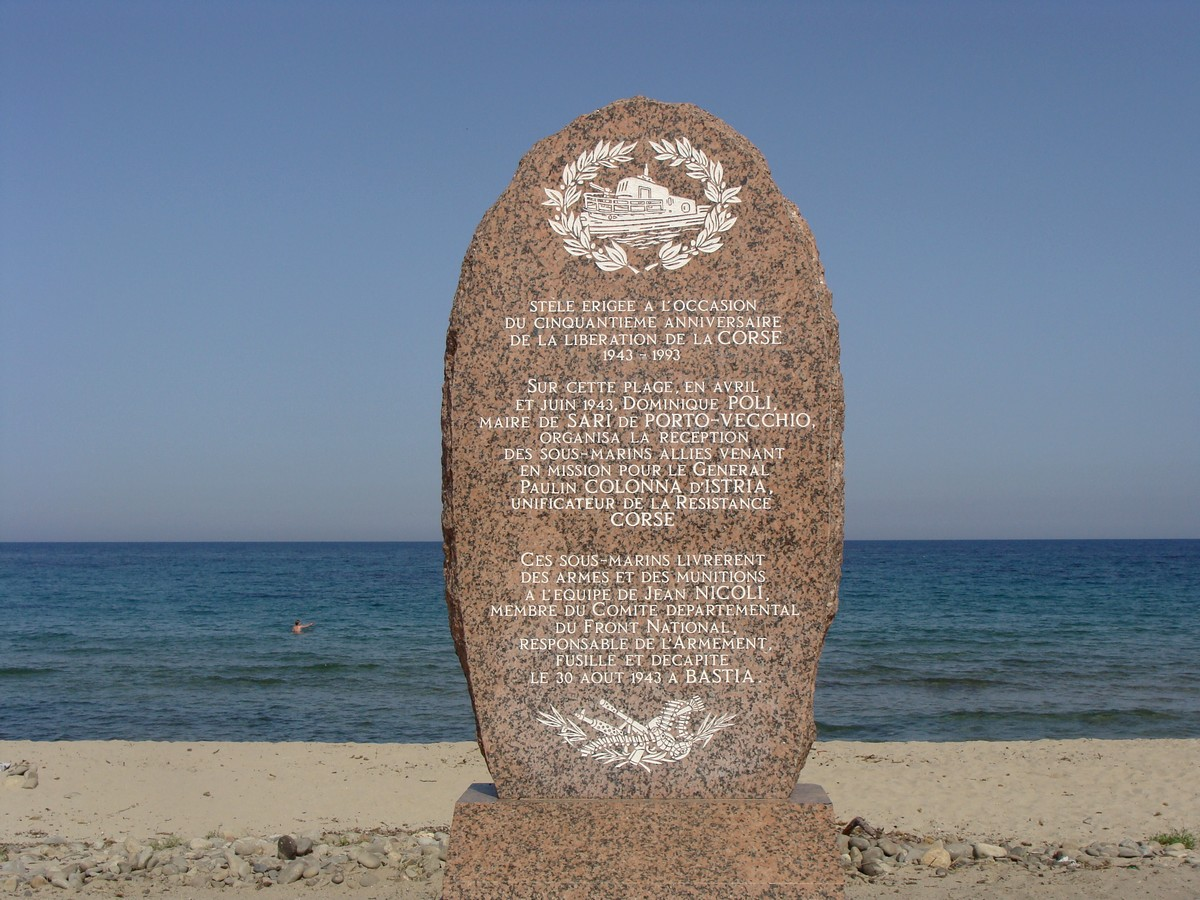
位于索拉罗的一个法國抵抗運動纪念碑

科西嘉为法国在第一次世界大战中的胜利付出了高昂的代价：农业因年轻劳动力连年不归而凋敝，战争中科西嘉人的死伤比例是法国大陆人的两倍。此外，法国政府从19世纪80年代开始实行的贸易保护主义政策从未停止，破坏了科西嘉葡萄酒和橄榄油的出口，迫使许多科西嘉年轻人移民到法国大陆或美洲。因此，20世纪20年代，一场民族主义运动随着《盘羊报》（A Muvra）诞生，其目标是从法国获得科西嘉的自治权。20世纪30年代，这场运动的许多支持者变成了种族主义者，认为将该岛并入義大利是解决问题的唯一办法。在贝尼托·墨索里尼执政时期，吞并科西嘉成为了意大利領土收復主義政策的主要目标之一。
1940年，法国向德国投降，法国维希政权接管科西嘉，1942年11月，英美在北非登陆，对此德国制定了“安东行动”佔領维希法国，作为行动的一部分，科西嘉被義大利占领。1943年7月墨索里尼倒台後，法國軍事管轄區派了1萬2千名德軍進入科西嘉。9月意大利投降后，德軍正式控制科西嘉。10月4日自由法国军队将德军赶出了科西嘉，使科西嘉成为了法国第一个被解放的省份。随后，美军在科西嘉修建了17个机场，赋予该岛绰号“USS Corsica”，并将该岛用作基地以攻击德国傀儡政權義大利社會共和國境内目标。
1958年5月危机期间，在阿尔及利亚的法国军事指挥部发动了反对法兰西第四共和国的兵变，并于5月24日在“科西嘉行动”中占领了科西嘉。
50年代末至70年代，由于在拉真泰拉（l'Argentella）矿区进行地下核试验的提议，18000名来自阿尔及利亚的“黑脚”移民向科西嘉东部平原地区的迁入，以及来自意大利持续不断的化学污染，加剧了当地居民与法国政府之间的紧张关系。1975年8月21日，十几名手持猎枪的科西嘉民族主义者占领了阿萊里亞的一个由“黑脚”开的酒窖，随后1200名宪兵与共和国保安队队员随装甲车和直升机包围了这里。最后，两名宪兵身亡，一名占领者受重伤。这标志着反对法国政府的民族主义武装斗争的开始。此后，科西嘉民族主义一直是该岛政治的一个特点，其要求加强自治，保护科西嘉文化和语言。1976年5月5日，主张科西嘉独立的军事组织科西嘉民族解放阵线（FLNC）成立。1981年，科西嘉大学在关闭二百余年后重新成立。1998年，南科西嘉省省长克洛德·埃里尼亚克被暗杀。
2013年，第100届环法自行车赛的前三个赛段在科西嘉举办，这也是该赛事110年历史中首次在该岛举办。2014年，科西嘉民族解放阵线在发给当地媒体的公报中宣布放弃武装斗争。该组织“无条件地、明确地”宣布其已决定“单方面开始非军事化进程，逐步脱离地下活动”，并认为现在是“进入新阶段的时候了：建立一支治理科西嘉的政治力量，使其走向独立”。这一宣布是历史性的，其受到了岛内政界的欢迎，他们认为这是科西嘉政治关系新时代的开始。
2022年，刺杀克洛德·埃里尼亚克的主犯伊万·科隆纳在狱中被袭并最终死亡，引发大规模的抗议和暴动。

## 地理
科西嘉岛形成于约2.5亿年前，是地中海最为多山的岛屿，是一个“海中之山”，同时也是地中海第四大岛，仅次于西西里岛、撒丁岛和塞浦路斯岛。
科西嘉岛总面积为8680平方千米，其中约3500平方千米为自然保护区（科西嘉地区自然公园）。该岛最长处为183千米，最宽处为83千米，海岸线长达1000千米，有200多个海滩，最高峰钦托山海拔2706米，约有120座山峰海拔超过2000米。山占了全岛面积的三分之二，形成了一个单一的山脉。森林占全岛面积的20%。
科西嘉岛距意大利托斯卡纳90千米，距法国蔚藍海岸170千米，南面隔博尼法喬海峽与撒丁岛相望。

### 气候
根据柯本气候分类法，该岛沿海地区为热夏地中海气候（Csa），而在更远的内陆地区，暖夏地中海气候（Csb）则更为常见。在海拔最高的地方，有着副极地气候（Dsc、Dfc）和罕见的冷夏地中海气候（Csc）。
| 科西嘉东南部萨里-索伦扎拉 | 科西嘉东南部萨里-索伦扎拉 | 科西嘉东南部萨里-索伦扎拉 | 科西嘉东南部萨里-索伦扎拉 | 科西嘉东南部萨里-索伦扎拉 | 科西嘉东南部萨里-索伦扎拉 | 科西嘉东南部萨里-索伦扎拉 | 科西嘉东南部萨里-索伦扎拉 | 科西嘉东南部萨里-索伦扎拉 | 科西嘉东南部萨里-索伦扎拉 | 科西嘉东南部萨里-索伦扎拉 | 科西嘉东南部萨里-索伦扎拉 | 科西嘉东南部萨里-索伦扎拉 | 科西嘉东南部萨里-索伦扎拉 |
| 月份                      | 1月                       | 2月                       | 3月                       | 4月                       | 5月                       | 6月                       | 7月                       | 8月                       | 9月                       | 10月                      | 11月                      | 12月                      | 全年                      |
| ------------------------- | ------------------------- | ------------------------- | ------------------------- | ------------------------- | ------------------------- | ------------------------- | ------------------------- | ------------------------- | ------------------------- | ------------------------- | ------------------------- | ------------------------- | ------------------------- |
| 平均高温 °C（°F）         | 13.6 (56.5)               | 14.0 (57.2)               | 15.9 (60.6)               | 18.1 (64.6)               | 22.2 (72.0)               | 26.1 (79.0)               | 29.4 (84.9)               | 29.7 (85.5)               | 26.3 (79.3)               | 22.1 (71.8)               | 17.4 (63.3)               | 14.3 (57.7)               | 20.76 (69.37)             |
| 日均气温 °C（°F）         | 9.7 (49.5)                | 9.8 (49.6)                | 11.6 (52.9)               | 13.7 (56.7)               | 17.8 (64.0)               | 21.3 (70.3)               | 24.5 (76.1)               | 24.8 (76.6)               | 21.7 (71.1)               | 18.0 (64.4)               | 13.6 (56.5)               | 10.7 (51.3)               | 16.41 (61.54)             |
| 平均低温 °C（°F）         | 5.8 (42.4)                | 5.6 (42.1)                | 7.3 (45.1)                | 9.3 (48.7)                | 12.9 (55.2)               | 16.5 (61.7)               | 19.5 (67.1)               | 19.9 (67.8)               | 17.1 (62.8)               | 13.9 (57.0)               | 9.8 (49.6)                | 7.1 (44.8)                | 12.06 (53.71)             |
| 平均降水量 mm（）         | 71.1 (2.80)               | 58.3 (2.30)               | 61.2 (2.41)               | 79.9 (3.15)               | 45.8 (1.80)               | 25.1 (0.99)               | 12.1 (0.48)               | 28.4 (1.12)               | 88.3 (3.48)               | 125.6 (4.94)              | 94.2 (3.71)               | 103.7 (4.08)              | 793.7 (31.25)             |
| 平均降水天数（≥ 1 mm）    | 6.2                       | 6.1                       | 6.5                       | 7.5                       | 4.9                       | 3.0                       | 1.5                       | 2.2                       | 4.8                       | 7.1                       | 8.1                       | 8.7                       | 66.6                      |
| 来源：法国气象局          |                           |                           |                           |                           |                           |                           |                           |                           |                           |                           |                           |                           |                           |

| 科西嘉中西部阿雅克肖   | 科西嘉中西部阿雅克肖 | 科西嘉中西部阿雅克肖 | 科西嘉中西部阿雅克肖 | 科西嘉中西部阿雅克肖 | 科西嘉中西部阿雅克肖 | 科西嘉中西部阿雅克肖 | 科西嘉中西部阿雅克肖 | 科西嘉中西部阿雅克肖 | 科西嘉中西部阿雅克肖 | 科西嘉中西部阿雅克肖 | 科西嘉中西部阿雅克肖 | 科西嘉中西部阿雅克肖 | 科西嘉中西部阿雅克肖 |
| 月份                   | 1月                  | 2月                  | 3月                  | 4月                  | 5月                  | 6月                  | 7月                  | 8月                  | 9月                  | 10月                 | 11月                 | 12月                 | 全年                 |
| ---------------------- | -------------------- | -------------------- | -------------------- | -------------------- | -------------------- | -------------------- | -------------------- | -------------------- | -------------------- | -------------------- | -------------------- | -------------------- | -------------------- |
| 平均高温 °C（°F）      | 13.3 (55.9)          | 13.7 (56.7)          | 15.0 (59.0)          | 17.4 (63.3)          | 20.9 (69.6)          | 24.5 (76.1)          | 27.6 (81.7)          | 27.7 (81.9)          | 25.4 (77.7)          | 22.0 (71.6)          | 17.5 (63.5)          | 14.4 (57.9)          | 19.95 (67.91)        |
| 日均气温 °C（°F）      | 8.6 (47.5)           | 9.0 (48.2)           | 10.1 (50.2)          | 12.3 (54.1)          | 15.7 (60.3)          | 19.1 (66.4)          | 21.9 (71.4)          | 22.1 (71.8)          | 19.9 (67.8)          | 16.7 (62.1)          | 12.6 (54.7)          | 9.6 (49.3)           | 14.80 (58.64)        |
| 平均低温 °C（°F）      | 3.9 (39.0)           | 4.3 (39.7)           | 5.3 (41.5)           | 7.3 (45.1)           | 10.6 (51.1)          | 13.8 (56.8)          | 16.2 (61.2)          | 16.5 (61.7)          | 14.4 (57.9)          | 11.4 (52.5)          | 7.7 (45.9)           | 4.8 (40.6)           | 9.68 (49.42)         |
| 平均降水量 mm（）      | 73.8 (2.91)          | 69.7 (2.74)          | 58.1 (2.29)          | 52.0 (2.05)          | 40.2 (1.58)          | 19.0 (0.75)          | 11.0 (0.43)          | 19.9 (0.78)          | 43.6 (1.72)          | 87.0 (3.43)          | 95.9 (3.78)          | 75.5 (2.97)          | 645.7 (25.42)        |
| 平均降水天数（≥ 1 mm） | 8.9                  | 8.7                  | 8.3                  | 7.2                  | 5.7                  | 2.8                  | 1.3                  | 2.4                  | 4.3                  | 7.3                  | 8.6                  | 9.1                  | 74.6                 |
| 月均日照時數           | 133.3                | 145.0                | 189.1                | 225.0                | 282.1                | 321.0                | 365.8                | 331.7                | 264.0                | 210.8                | 150.0                | 127.1                | 2,744.9              |
| 来源：香港天文台       |                      |                      |                      |                      |                      |                      |                      |                      |                      |                      |                      |                      |                      |

| 科西嘉岛东北部巴斯蒂亚                                           | 科西嘉岛东北部巴斯蒂亚 | 科西嘉岛东北部巴斯蒂亚 | 科西嘉岛东北部巴斯蒂亚 | 科西嘉岛东北部巴斯蒂亚 | 科西嘉岛东北部巴斯蒂亚 | 科西嘉岛东北部巴斯蒂亚 | 科西嘉岛东北部巴斯蒂亚 | 科西嘉岛东北部巴斯蒂亚 | 科西嘉岛东北部巴斯蒂亚 | 科西嘉岛东北部巴斯蒂亚 | 科西嘉岛东北部巴斯蒂亚 | 科西嘉岛东北部巴斯蒂亚 | 科西嘉岛东北部巴斯蒂亚 |
| 月份                                                             | 1月                    | 2月                    | 3月                    | 4月                    | 5月                    | 6月                    | 7月                    | 8月                    | 9月                    | 10月                   | 11月                   | 12月                   | 全年                   |
| ---------------------------------------------------------------- | ---------------------- | ---------------------- | ---------------------- | ---------------------- | ---------------------- | ---------------------- | ---------------------- | ---------------------- | ---------------------- | ---------------------- | ---------------------- | ---------------------- | ---------------------- |
| 平均高温 °C（°F）                                                | 13.6 (56.5)            | 13.8 (56.8)            | 15.6 (60.1)            | 17.8 (64.0)            | 22.0 (71.6)            | 25.8 (78.4)            | 29.1 (84.4)            | 29.3 (84.7)            | 25.8 (78.4)            | 21.9 (71.4)            | 17.4 (63.3)            | 14.5 (58.1)            | 20.6 (69.0)            |
| 日均气温 °C（°F）                                                | 9.1 (48.4)             | 9.4 (48.9)             | 10.8 (51.4)            | 12.9 (55.2)            | 16.3 (61.3)            | 20.0 (68.0)            | 23.2 (73.8)            | 23.3 (73.9)            | 20.6 (69.1)            | 17.1 (62.8)            | 12.9 (55.2)            | 10.1 (50.2)            | 15.5 (59.9)            |
| 平均低温 °C（°F）                                                | 5.1 (41.2)             | 4.9 (40.8)             | 6.7 (44.1)             | 8.8 (47.8)             | 12.4 (54.3)            | 16.0 (60.8)            | 19.0 (66.2)            | 19.4 (66.9)            | 16.5 (61.7)            | 13.3 (55.9)            | 9.2 (48.6)             | 6.3 (43.3)             | 11.5 (52.6)            |
| 平均降水量 mm（）                                                | 67 (2.6)               | 57 (2.2)               | 60 (2.4)               | 76 (3.0)               | 50 (2.0)               | 41 (1.6)               | 13 (0.5)               | 21 (0.8)               | 81 (3.2)               | 127 (5.0)              | 114 (4.5)              | 93 (3.7)               | 800 (31.5)             |
| 月均日照時數                                                     | 134                    | 158                    | 192                    | 214                    | 268                    | 296                    | 345                    | 304                    | 232                    | 176                    | 133                    | 128                    | 2,580                  |
| 来源：《Quid》百科全书2004年版第618页与法国气象局1981–2010年数据 |                        |                        |                        |                        |                        |                        |                        |                        |                        |                        |                        |                        |                        |

## 行政区划

### 大革命之前
在1789年11月30日国民制宪议会表决通过“科西嘉岛为法兰西帝国不可分割的一部分”之前，该岛在意大利的统治下被划分为教区（diocèse）、堂区（pieve）、社区（communauté）和領地（fief），分别由主教（évêque）、堂区长或联合主教（piévan, coévêque）、护民官（caporali）和地方领主（seigneur；直到1641年）管辖。

### 1789-1982年
1789年12月14日，国民制宪议会表决通过《市镇组织法》，社区和教区变为市镇。
1790年，科西嘉省成立。1793年，科西嘉省一分为二，分成了戈洛省与利亚莫讷省。1811年，戈洛省与利亚莫讷省合并，恢复原科西嘉省。
1960年，普罗旺斯-蔚蓝海岸-科西嘉大区（Provence-Côte d'Azur-Corse）成立，科西嘉省属于该大区。1970年，科西嘉省从普罗旺斯-蔚蓝海岸-科西嘉大区脱离并自成一大区，普罗旺斯-蔚蓝海岸-科西嘉大区旋即变为普罗旺斯-蔚蓝海岸大区（Provence-Côte d'Azur），1976年更名为今天的普罗旺斯-阿尔卑斯-蔚蓝海岸大区（Provence-Alpes-Côte d'Azur）。
1975年5月15日，《第75-356号法律》颁布，将科西嘉省分成南科西嘉省与上科西嘉省。1976年1月1日，科西嘉省再次一分为二。

### 1982年至今

#### 科西嘉领土集体
1982年，国家权力下放政策颁布，随后两项关于科西嘉大区特殊地位的法律获得通过。
1988年，科西嘉议会通过了一项决议，确认了科西嘉民族的存在，引发了关于该岛地位的新讨论。
1991年，法国内政部长皮埃尔·若克斯为科西嘉颁布了一项新法律。受法屬玻里尼西亞现行制度的启发，新法律设立了一个领土集体——“科西嘉领土集体”（collectivité territoriale de Corse），其具有特殊地位。
科西嘉领土集体有以下3个机构：
- 科西嘉议会。其由51名议员组成，保留了比例代表制，但对排名靠前的党派给予3个席位的多數獎勵
- 科西嘉执行委员会（法语：Conseil exécutif de Corse）。其为一个合议制机构，负责行政。不同于议会主席，科西嘉执行委员会可以通过科西嘉议会提出的不信任案来推翻
- 科西嘉经济、社会、环境与文化委员会（法语：Conseil économique, social, environnemental et culturel de Corse）（CESC）。科西嘉领土集体在教育、视听、文化、环境上获得了新的权限

2002年，一项新法律获得通过，其加强了领土集体的权限。
科西嘉领土集体成立后，科西嘉大区的领土集体被其取代，科西嘉大区作为行政区存在。

#### 科西嘉集体
2003年，《宪法》进行了修订，允许就领土机构的变革进行地方公投。同年，法国议会通过了一项提案，同意对成立一个单一领土集体以取代当前的科西嘉领土集体与两个省的领土集体的事宜进行协商。该提案得到了民族主义运动的支持，但在2003年7月6日的公投中，近51%的选民拒绝了这项提案。
2015年，经科西嘉民选代表与政府的讨论，成立单一领土集体的计划重新启动。2015年8月7日，《共和国新领土组织法》颁布，其规定在2018年1月1日成立“科西嘉集体”（collectivité de Corse），取代当前的科西嘉领土集体与两个省的领土集体。
科西嘉集体有着与之前科西嘉领土集体相同的机构，此外科西嘉议会还可行使国家下放给单一领土集体议会的权力。科西嘉议会由63名议员组成，在选举中排名第一的党派可获得多數獎勵，席位将由9席增至11席。
科西嘉集体成立后，原科西嘉领土集体与南科西嘉省、上科西嘉省的领土集体被其取代，科西嘉大区、南科西嘉省、上科西嘉省作为行政区存在。

## 人口
科西嘉人口数为351,255人（2023年1月估计）。
根据2011年的人口普查，科西嘉居民中56.3%为科西嘉本地人，28.6%为来自法国大陆部分的法国人，0.3%为来自法国海外部分的法国人，14.8%为外国裔。
科西嘉岛的外国移民大多来自马格里布地区（特别是摩洛哥人，2011年人口普查时占科西嘉岛移民总数的33.5%）以及南欧（特别是葡萄牙人，占岛上移民的22.7%，以及意大利人，占13.7%）。
| 年份 | 生于科西嘉 | 生于法国大陆部分 | 生于法国海外部分 | 生于国外且出生时拥有法国公民身份¹ | 移民2         | 移民2     | 移民2            |
| 2011 | 56.3%      | 28.6%            | 0.3%             | 5.0%                              | 9.8%          | 9.8%      | 9.8%             |
| 2011 | 56.3%      | 28.6%            | 0.3%             | 5.0%                              | 来自马格里布3 | 来自南欧4 | 来自世界其他地方 |
| 2011 | 56.3%      | 28.6%            | 0.3%             | 5.0%                              | 4.3%          | 3.8%      | 1.7%             |
| 1999 | 59.5%      | 24.8%            | 0.3%             | 5.5%                              | 10.0%         | 10.0%     | 10.0%            |
| 1999 | 59.5%      | 24.8%            | 0.3%             | 5.5%                              | 来自马格里布3 | 来自南欧4 | 来自世界其他地方 |
| 1999 | 59.5%      | 24.8%            | 0.3%             | 5.5%                              | 5.3%          | 3.3%      | 1.4%             |
| 1990 | 62.0%      | 21.3%            | 0.2%             | 6.0%                              | 10.5%         | 10.5%     | 10.5%            |
| 1982 | 61.6%      | 20.4%            | 0.2%             | 6.0%                              | 11.8%         | 11.8%     | 11.8%            |
| ¹主要是在突尼斯、摩洛哥和阿尔及利亚独立后前往科西嘉定居的“黑脚”，其中许多人有科西嘉血统。 2根据法国的定义，移民是指生于国外且出生时没有法国公民身份的人。需要注意的是，移民可能在移居法国后已获得法国国籍，但在统计中仍被列为移民。另一方面，在法国出生的具有外国国籍的人（移民的子女）不被列为移民。 3摩洛哥、突尼斯、阿尔及利亚 4葡萄牙、意大利、西班牙 |            |                  |                  |                                   |               |           |                  |
| 来源：INSEE |            |                  |                  |                                   |               |           |                  |

## 政治
一些团体与两个民族主义政党（主张自治的建设科西嘉党和主张分离的自由科西嘉党）活跃于科西嘉，要求法国让科西嘉获得一定程度的自治，甚至完全独立。地方主义提案倡导推广科西嘉语、赋予地方政府更多权力，以及为科西嘉减免一些税收。
法国政府反对科西嘉完全独立，但有时也表示支持一定程度的自治。岛上有人支持扩大自治权，但民调显示，绝大多数科西嘉人反对完全独立。
1972年，意大利Montedison公司在科西嘉沿海倾倒了有毒废物，使该岛周围海域呈现出红色泥浆一般的景象，最显著的影响是岸边死亡的鲸类。当时的科西嘉人觉得法国政府没有支持他们，为了阻止毒害，甚至炸毁了一艘来自意大利的载有有毒废物的船只。

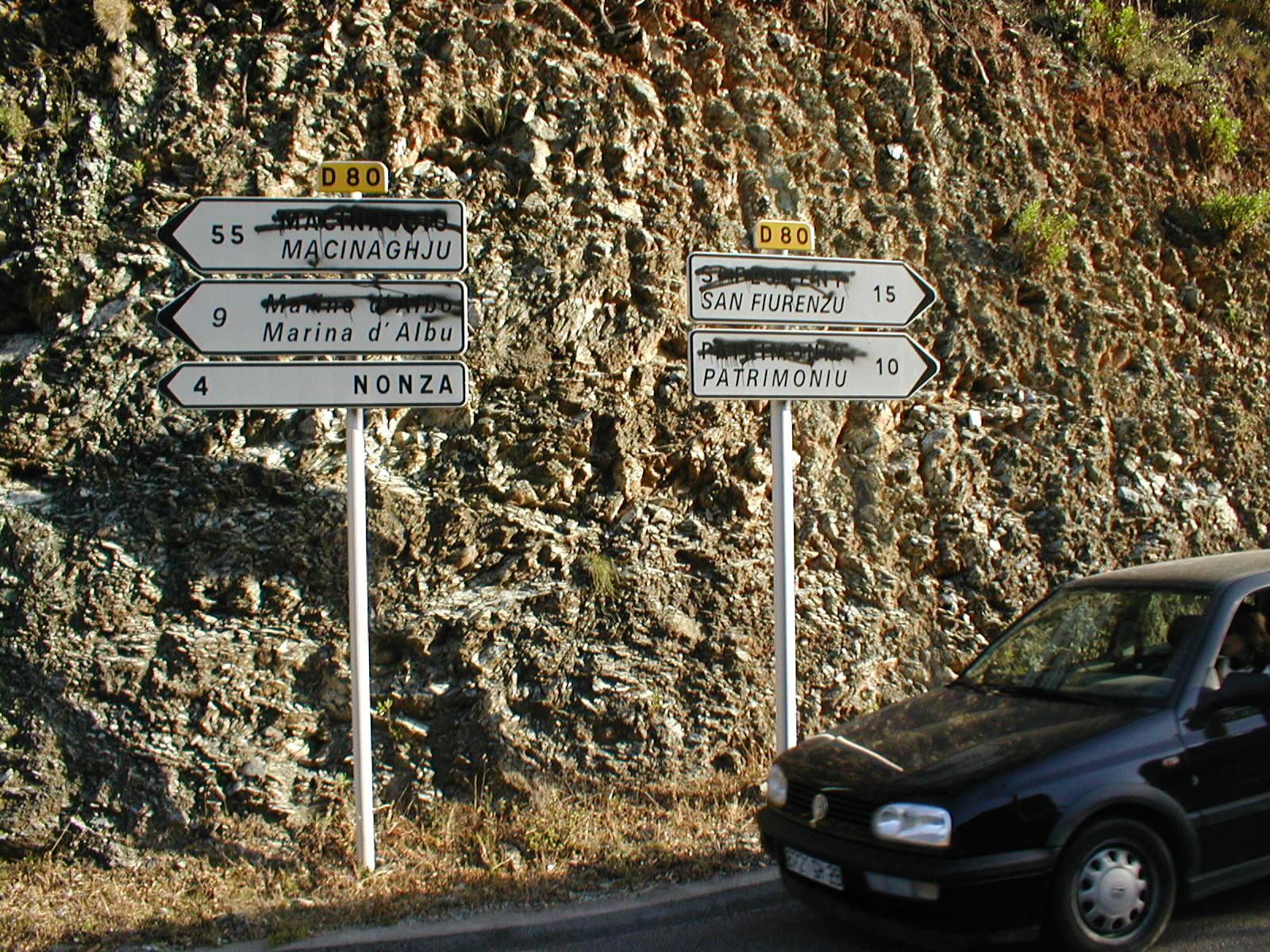
科西嘉民族主义者将路牌上的法语地名（但通常源自意大利语）涂抹掉

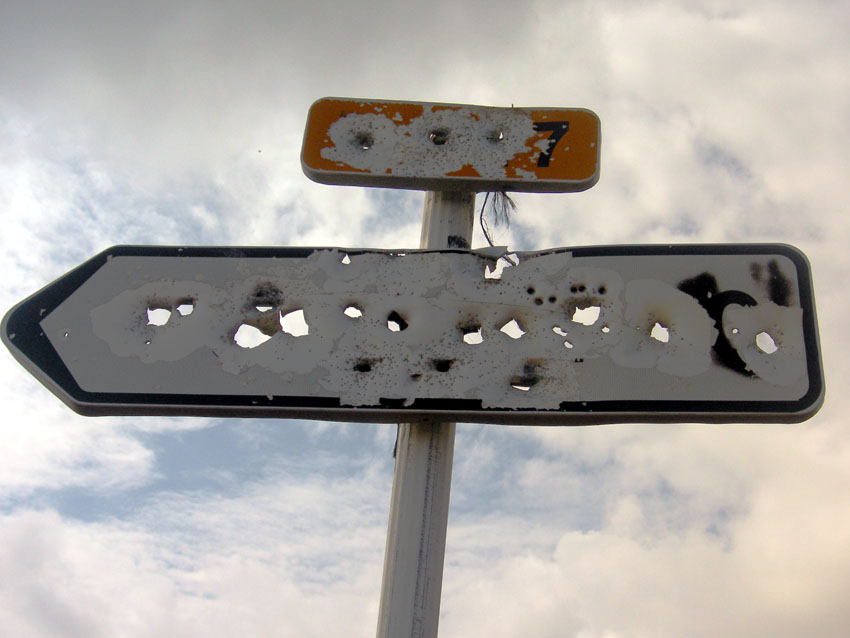
被子弹射得稀烂的路牌

此后，民族主义组织开始采取类似黑手党所用的手段，为暴力活动集资。一些支持科西嘉独立的团体，如科西嘉民族解放阵线（FLNC），自20世纪70年代以来开展了包括爆炸和暗杀在内的暴力行动，通常以建筑物、法国政府官员或科西嘉人自己为目标。
2000年，法国总理利昂内尔·若斯潘同意增加科西嘉岛的自治权，拟议的科西嘉自治权将包括加强对科西嘉语的保护。科西嘉语是该岛的传统语言，与法国其他地方或少数民族语言一样，过去一直不鼓励使用和教授。根据联合国教科文组织的分类，科西嘉语目前有灭绝的危险。然而，增加自治权的计划遭到了戴高樂主義党派与国民阵线中的民族主义者的反对，他们担心这些计划会导致其他地区（如布列塔尼、阿尔萨斯和普罗旺斯）要求自治并最终威胁到法国的国家统一。
在2003年7月6日的科西嘉自治公投中，过半的科西嘉选民投票反对了由总理让-皮埃尔·拉法兰和时任内政部长尼古拉·萨科齐提出的成立单一领土集体的提案。
2015年12月13日，由吉勒·西梅奥尼领导为了科西嘉党以36.9%的得票率赢得了地区选举。
2015年12月17日，让-居伊·塔拉莫尼当选科西嘉议会主席，吉勒·西梅奥尼当选执行委员会主席。此外，赋予科西嘉更多自治权的立法获得了通过。

## 经济
2018年，科西嘉的GDP为96亿欧元，占法国经济产出的0.4％。按购买力平价调整后人均GDP为25400欧元，为当年欧盟27国平均水平的84％。就业人口的人均GDP为欧盟平均水平的103％。

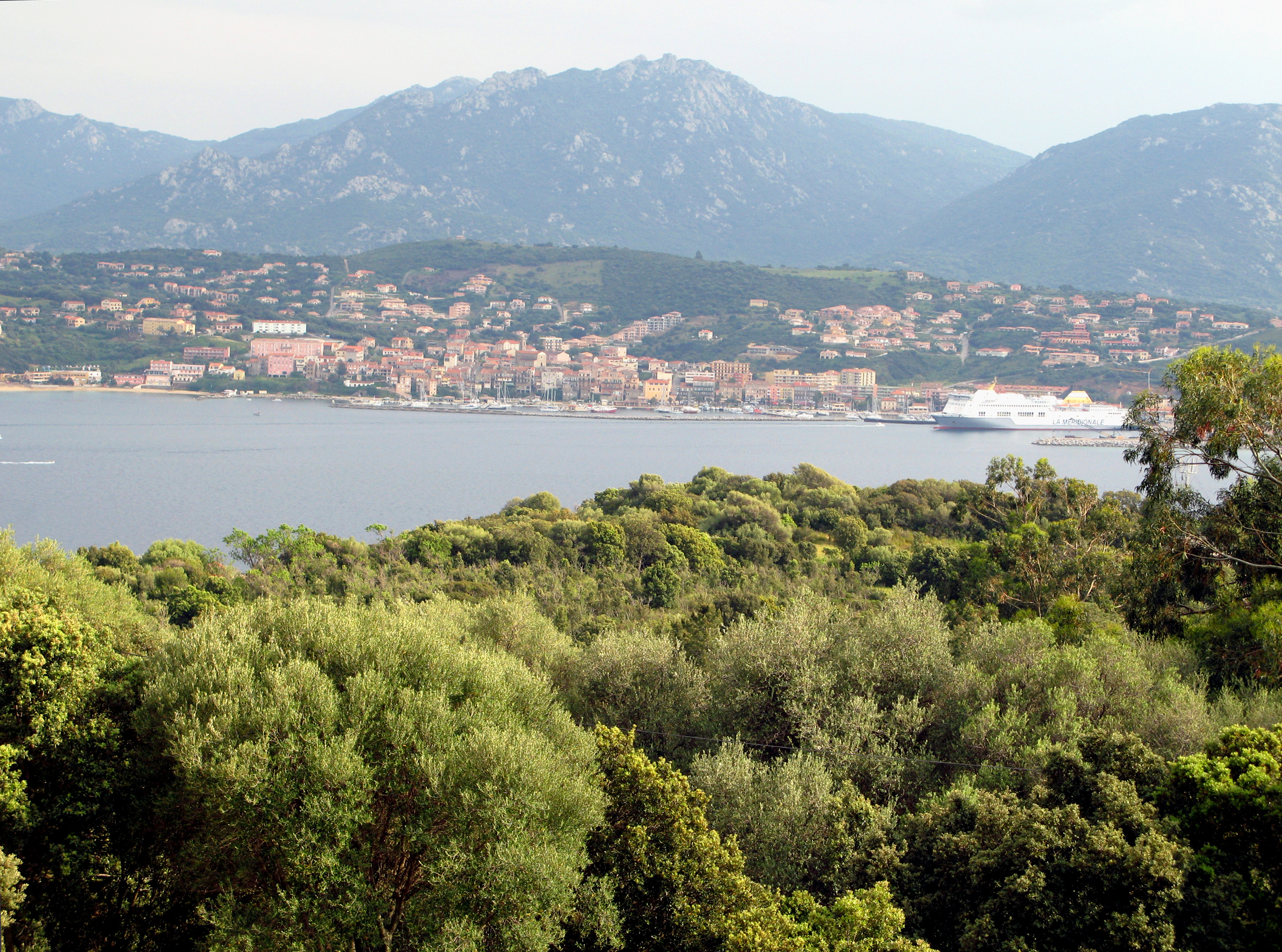
普罗普里亚诺附近的海岸线

旅游业在科西嘉经济中占有很大的比重。科西嘉岛的气候、山脉和海岸线广受游客欢迎。该岛没有像地中海其他地区一样的密集开发，因此自然环境基本上未被破坏。科西嘉旅游业主要集中在南部的韦基奥港、博尼法乔以及西北部的卡尔维周边地区。
1584年，热那亚当局命令所有农民和地主每年都要种四种树：栗子树、橄榄树、无花果树和桑树。卡斯塔尼恰，最重要的栗子林地区，其政治、文化和社会生活自16世纪起随着经济蓬勃发展。许多村庄的起源与昔日的富饶都得益于栗子林。栗子面包可以保鲜长达两个星期。
科西嘉的主要出口商品为花岗岩、大理石、鞣酸、软木、奶酪、葡萄酒、柑橘、橄榄油和香烟。

## 文化

### 语言

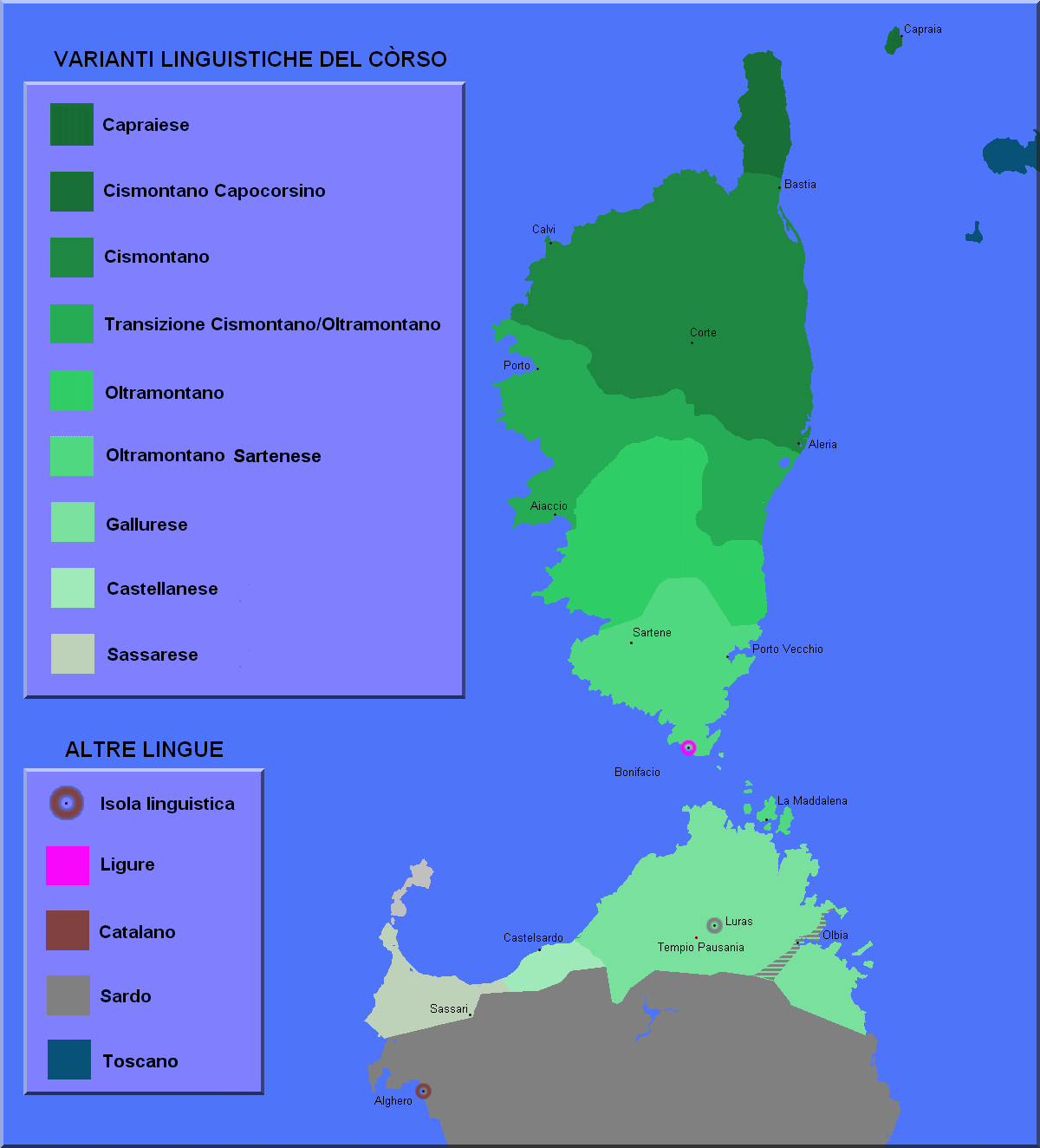
科西嘉语言分布图，含撒丁岛北部。

1859年5月9日之前，意大利语一直是科西嘉的官方语言，之后被法语取代。科西嘉语，一种与中世纪托斯卡納語关系密切的少數族群語言，是除法语以外岛上使用最广的语言。然而自18世纪法国吞并该岛后，科西嘉语一直受到来自法语的巨大压力，据估计，如今科西嘉只有10%的人会说这门语言，只有50%的人有一定的该语言能力。
科西嘉语有两大方言：北部与东部的“Cismuntanu”（意为“山这边的”）和南部的“Ultramuntanu”（意为“山外的”）。这种分化是中世纪下半叶大量来自托斯卡纳地区的移民迁入的结果。因此，Cismuntanu与属于義大利-達爾馬提亞語支的托斯卡纳语非常相似，而Ultramuntanu则保留了原有的特点，其更类似于薩丁尼亞語等南罗曼语。因此，许多语言学家将科西嘉语归为義大利-達爾馬提亞語，而另一些语言学家则认为它是南罗曼语。
博尼法乔和阿雅克肖长期以来一直是利古里亚语方言的语言岛，分别讲博尼法乔方言和阿雅克肖方言，如今讲的人已越来越少。在卡尔热斯，一个由希腊移民在17世纪建立的村庄，传统语言为希腊语。虽然其早已从口语对话中消失，但古希臘語仍然是礼拜语言，村里也有着许多希腊东正教教区。

### 教育
科西嘉大学，全称科西嘉帕斯夸莱·保利大学（法语：Université de Corse-Pascal-Paoli），成立于1981年，是一所公立综合性大学，坐落于科尔泰。

### 饮食

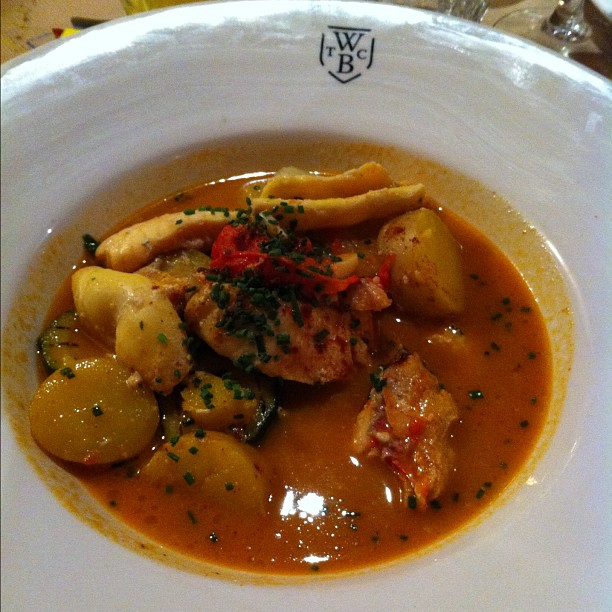
aziminu汤

科西嘉有着许多美食，如pulenda面包，figatellu香肠，prisuttu火腿，aziminu汤，brocciu与casgiu merzu奶酪以及canistrelli、caccavelli、falculelle、fiadone、inuliata、imbrucciata和castagnaccio等糕点。科西嘉还有各种酒类，如阿夸維特白兰地、Vinu Corsu葡萄酒以及Cap Corse餐前酒。

### 体育
- 阿雅克肖足球俱乐部和巴斯蒂亚体育俱乐部是科西嘉的两支主力球队。从上世纪60年代开始，这两支球队就常比赛于法甲联赛并进行科西嘉德比。2015至2016赛季，阿雅克肖加泽莱克足球俱乐部亦参加了法甲。
- 科西嘉有4个滑雪场：阿斯科斯塔纽滑雪场（法语：Asco-Stagnu）、埃泽河谷滑雪场（法语：Val d'Ese）、韦尔焦山口滑雪场（法语：Col de Vergio）和吉索尼卡帕内莱滑雪场（法语：Ghisoni-Capannelle）。
- 在自行车运动方面，科西嘉有一个自行车比赛——环科西嘉自行车赛。此外，在2013年，第100届环法自行车赛的前三个赛段在科西嘉举办，这也是该赛事110年历史中首次在该岛举办。

### 广播

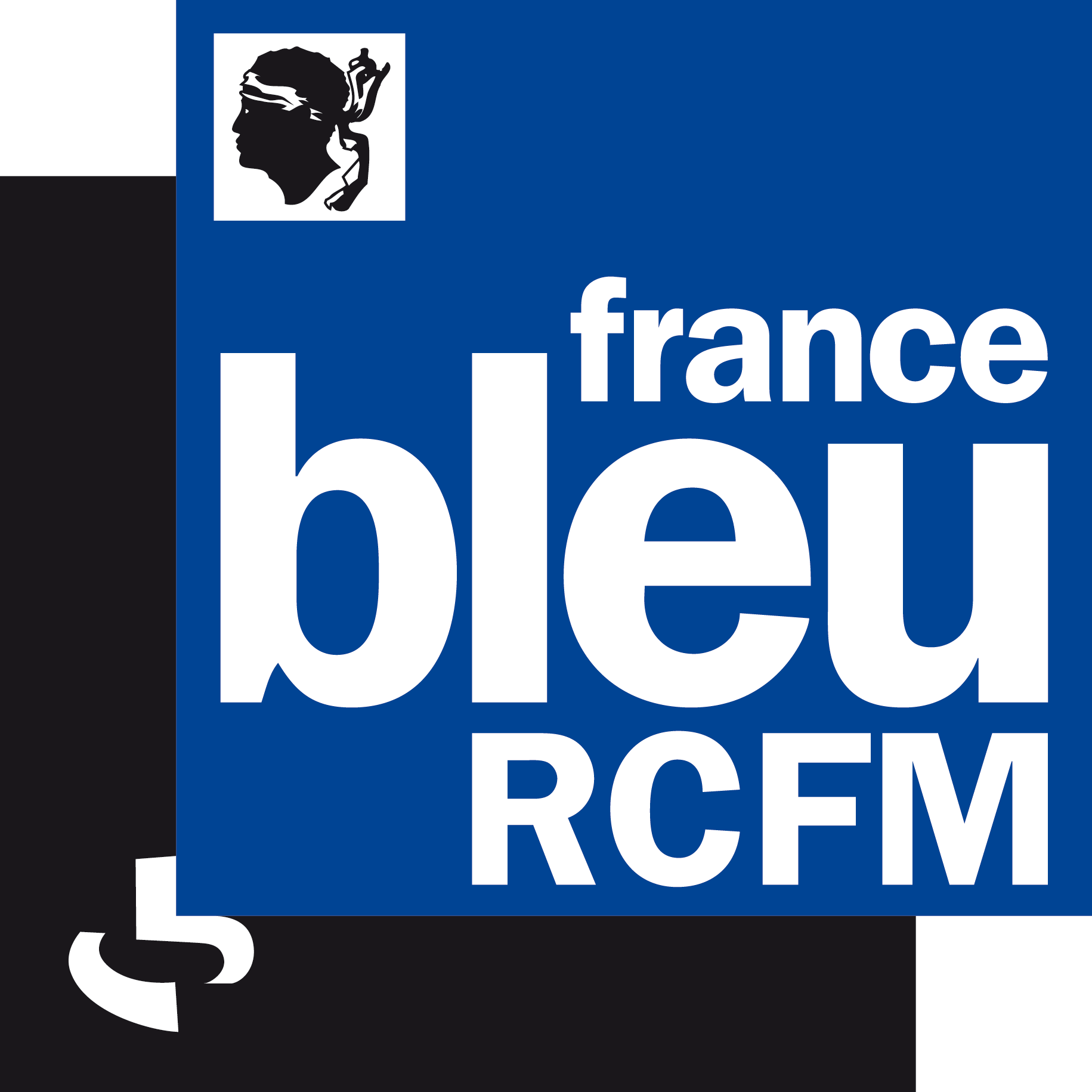
“France Bleu RCFM”节目Logo

阿雅克肖和巴斯蒂亚装有中波与调频广播发射机，用于播送法国广播电台地区版节目“France Bleu RCFM”。
- 阿雅克肖：97.0 MHz (4 kW), 100.5 MHz (10 kW), 1404 kHz (20 kW)
- 巴斯蒂亚：101.7 MHz (10 kW), 1494 kHz (20 kW)

### 互联网
自2016年以来，受赞助的顶级域名“.corsica”被保留给与科西嘉相关的个人、机构或公司。该顶级域名由科西嘉集体管理。

## 交通

### 机场
科西嘉有四个国际机场：

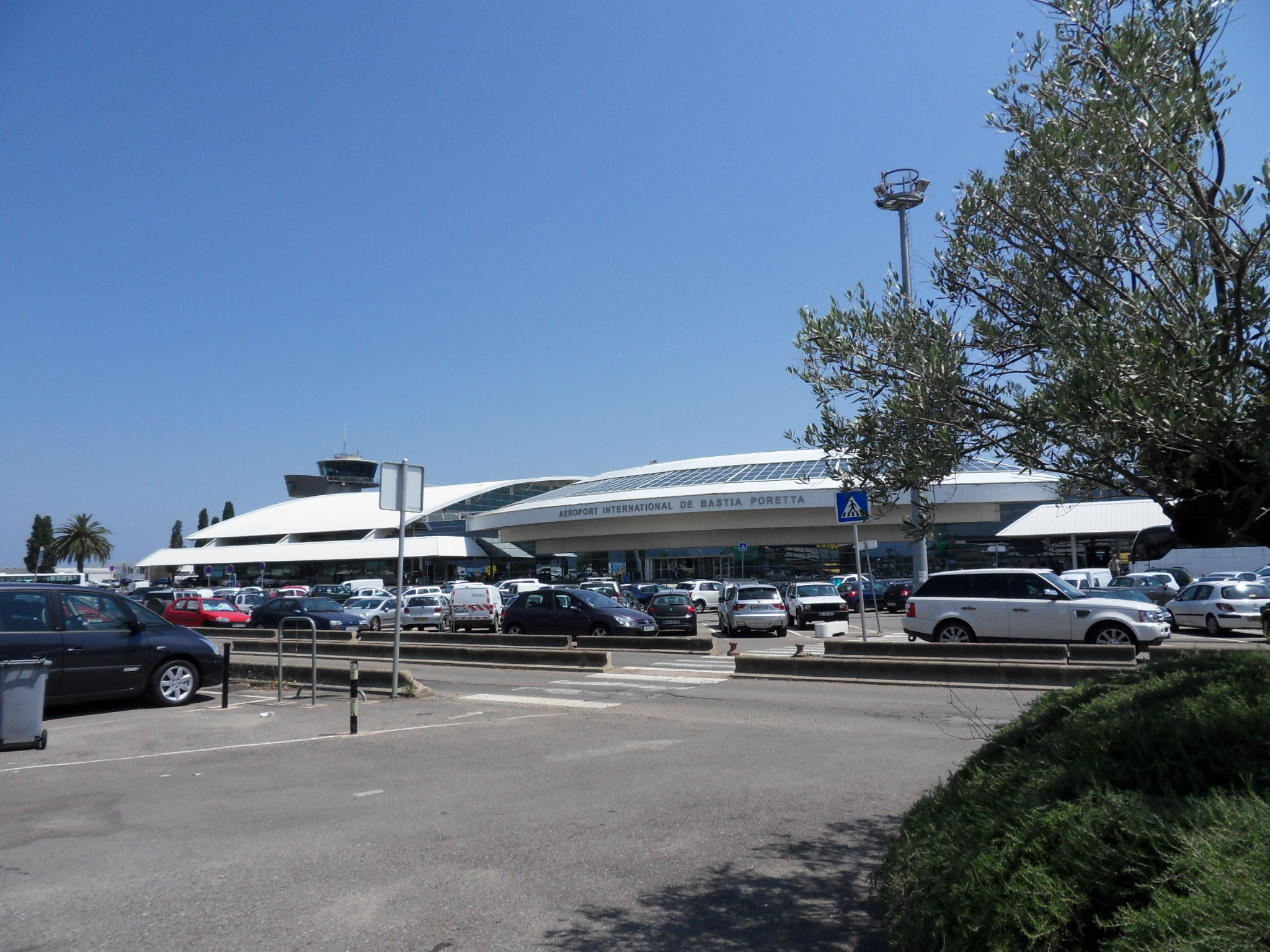
巴斯蒂亚波雷塔机场

- 阿雅克肖拿破仑·波拿巴机场（位于阿雅克肖以东5千米）
- 巴斯蒂亚波雷塔机场（法语：Aéroport de Bastia-Poretta）（位于巴斯蒂亚以南16千米）
- 卡尔维圣卡特琳机场（法语：Aéroport de Calvi-Sainte-Catherine）（位于卡尔维东南8千米）
- 菲加里-南科西嘉机场（法语：Aéroport de Figari-Sud-Corse）（位于菲加里西北4千米）

所有机场均由法國航空和区域航空公司科西嘉航空提供服务，其中法航主要提供连接巴黎-奥利机场的航班。易捷航空和瑞安航空等经济型航空公司提供连接欧洲各大城市的季节性航班。

### 铁路

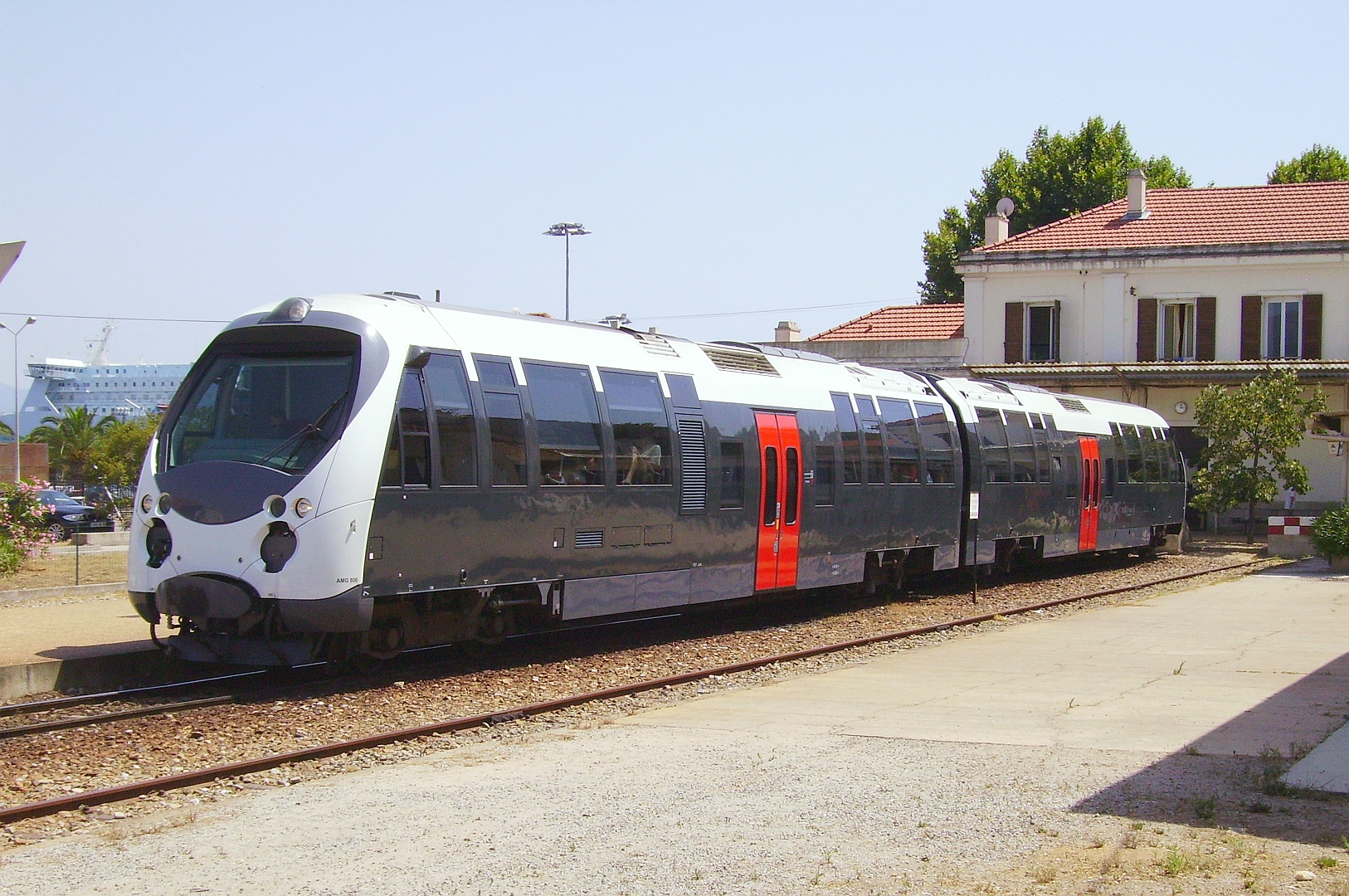
位于阿雅克肖站的AMG 800型内燃机车

科西嘉拥有232千米的米轨铁路，现只有两条线路：从巴斯蒂亚到阿雅克肖的主线和从蓬泰莱恰到卡尔维的支线。科西嘉铁路（CFC）是服务于科西嘉的区域铁路运营商。
科西嘉曾有一条东部海岸铁路，其从卡萨莫扎经吉索纳恰到韦基奥港。该线路在第二次世界大战期间遭到严重破坏，后永久关闭。

### 海运

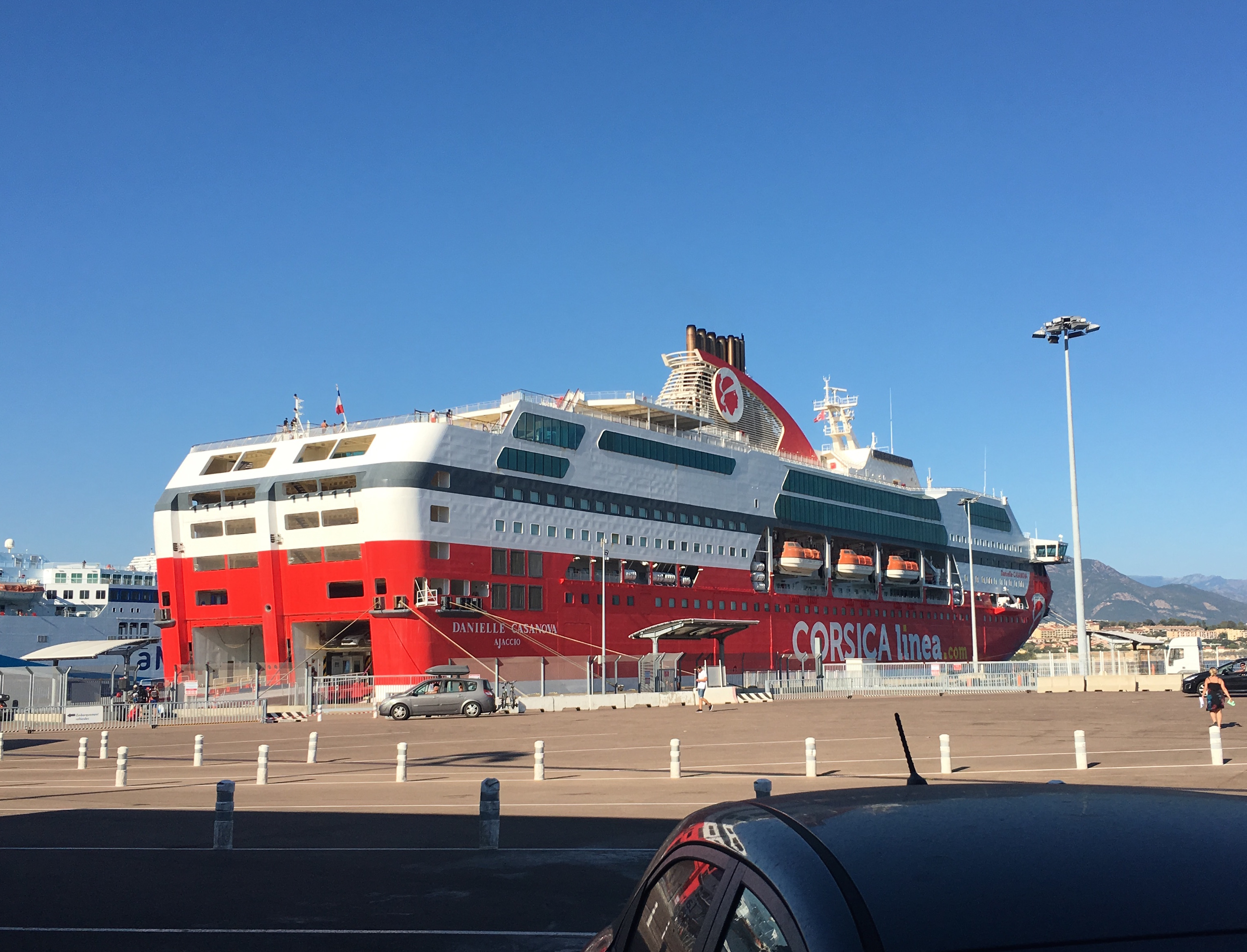
阿雅克肖港口

科西嘉岛与欧洲大陆之间有多条汽车轮渡线路连接。该岛最繁忙的港口是巴斯蒂亚，2012年乘客数超过250万人次，其次是阿雅克肖、利勒鲁斯和卡尔维。南部的普罗普里亚诺和韦基奥港也有较小的渡轮码头，并有来自马赛的季节性航线，而博尼法乔的港口只有来自邻近的撒丁岛的小型渡车船停靠。
服务于科西嘉岛的轮渡公司有科西嘉-萨丁轮渡（连接意大利萨沃纳、里窝那、皮翁比诺与法国土伦、尼斯）、SNCM（连接法国马赛、土伦和尼斯）、南方航运（连接法国马赛）和Moby Lines（连接意大利里窝那和热那亚）。

### 公共交通
巴斯蒂亚公共汽车公司、Muvistrada等为数不多的公共交通公司服务于科西嘉岛，仅巴斯蒂亚城市圈、阿雅克肖城市圈和韦基奥港拥有城市公共交通网络。由于公共交通的缺乏，居民依赖汽车出行。

### 公路

科西嘉公路网

一战后，法国公路网的状况恶化，而汽车工业正蓬勃发展，国家注意到地方政府无力修葺公路网以满足用户的期望，决定负责其中的一部分。因此，依1930年4月16日的《财政法》第146条规定，全法国有近4万千米的省级公路被划为国家公路。
而四十多年后，依1971年12月29日的《财政法》规定，全法国有近5.3万千米的国家公路被划为省级公路。1976年1月1日，科西嘉省一分为二，但公路的编号未变，特别是跨越了省界的省道（D81、D69）在省界两侧保留了相同的编号。
1991年，科西嘉领土集体成立，科西嘉境内的国家公路及其管理权被转交给领土集体。2014年，科西嘉境内的国家公路更名为“领土公路”（route territoriale）。
南科西嘉省公路网总长度为3668千米，上科西嘉省为4467千米（2010年12月31日）。

### 自行车
Grande Traversée 20（GT20，科西嘉语：A traversata Maiò）是科西嘉岛上的一条自行车路线，从北部的巴斯蒂亚通往南部的博尼法乔，途经12个城镇。